# Fußball-Europameisterschaft 2024/Italien
Dieser Artikel behandelt die italienische Nationalmannschaft bei der Fußball-Europameisterschaft 2024. Für die italienische Mannschaft war es die elfte Teilnahme an einer EM-Endrunde. Die Italiener qualifizierten sich erst am letzten Spieltag der Qualifikation als Gruppenzweite. Dabei kam es erstmals in der Qualifikation zum Aufeinandertreffen der Finalisten der vorherigen EM.
Durch eine 0:2-Niederlage im Achtelfinale gegen die Schweiz schieden die Italiener aus.

## Qualifikation
Für die Qualifikation wurden der italienischen Mannschaft England, die Ukraine, Nordmazedonien und Malta zugelost. Als Gruppensieger der Liga A der UEFA Nations League 2022/23, die im Juni 2023 die Finalrunde austrugen, wurden ihnen nur vier Gruppengegner zugelost. Die Italiener begannen die Qualifikation noch unter Nationaltrainer Roberto Mancini, der aber nach der Auftaktheimniederlage gegen England, einem Sieg gegen Malta und dem dritten Platz beim Final Four als Nationaltrainer zurücktrat. Sein Nachfolger wurde Luciano Spalletti, der mit dem SSC Neapel die italienische Meisterschaft 2022/23 gewonnen hatte. Unter ihm starteten die Italiener mit einem 1:1 in Nordmazedonien, gegen das die Italiener in den Play-offs der Qualifikation zur WM 2022 ausgeschieden waren. Da die Engländer ihre Qualifikationsspiele parallel zum Final Four gewonnen hatten und sich damit in der Tabelle absetzen konnten, galt es für die Italiener im Kampf um Platz die Ukraine zu besiegen, was mit einem 2:1-Sieg gelang. Zwar wurde anschließend auch das Rückspiel gegen die Engländer verloren, mit einem 5:2-Sieg gegen Nordmazedonien zogen sie aber nach Punkten mit den Ukrainern gleich, hatten aber die bessere Tordifferenz. Damit genügte im letzten Spiel ein Remis gegen die Ukrainer um den Umweg über die Play-offs zu vermeiden, für die die Italiener als Nations League Gruppensieger qualifiziert waren. In einem Spiel mit vielen Torchancen der Italiener blieb es bis zum Ende torlos, wobei die Italiener Glück hatten, dass das Schiedsrichtergespann den Ukrainern in der Nachspielzeit einen Strafstoß verweigerte.
Die neun Gegentore sind die zweitmeisten in den bisherigen EM-Qualifikationen der Italiener. Nur 1984, als sie sich nicht qualifizieren konnten, kassierten sie mehr (12) Gegentore.
Insgesamt setzten die beiden Trainer 40 Spieler ein, von denen nur Kapitän und Torhüter Gianluigi Donnarumma alle acht Spiele mitmachte. Je einmal fehlten Nicolò Barella und Bryan Cristante. Einmal zwangsweise pausieren musste Giovanni Di Lorenzo im siebten Spiel nach der dritten Gelben Karte, die er im sechsten Spiel erhalten hatte. Zudem wurde er im fünften Spiel nicht eingesetzt.  Ihre ersten Länderspieleinsätze hatten Mateo Retegui (im ersten Spiel) und Destiny Udogie (im fünften Spiel). Mateo Retegui gelang bei seinem Debüt auch gleich sein erstes Länderspieltor, was zudem noch Giacomo Bonaventura (in seinem 16. Länderspiel) und Gianluca Scamacca (in seinem 13. Länderspiel) gelang.
Bester Torschütze mit nur drei Toren war Davide Frattesi, der aber nur fünf Einsätze hatte. Insgesamt trugen 11 Spieler zu 16 Qualifikationstoren bei.

### Tabelle
| Pl.             | Land           | Sp. | S | U | N | Tore    | Diff. | Punkte |
| --------------- | -------------- | --- | - | - | - | ------- | ----- | ------ |
| 1.              | England        | 8   | 6 | 2 | 0 | 022:400 | +18   | 20     |
| 2.              | Italien        | 8   | 4 | 2 | 2 | 016:900 | +7    | 14     |
| 3.              | Ukraine        | 8   | 4 | 2 | 2 | 011:800 | +3    | 14     |
| 4.              | Nordmazedonien | 8   | 2 | 2 | 4 | 010:200 | −10   | 08     |
| 5.              | Malta          | 8   | 0 | 0 | 8 | 002:200 | −18   | 0      |
| Stand: Endstand |                |     |   |   |   |         |       |        |

### Spiele
| 23.03.2023 | Neapel             | Italien        | – | England        | 1:2 (0:2) |
| 26.03.2023 | Attard             | Malta          | – | Italien        | 0:2 (0:2) |
| 09.09.2023 | Skopje             | Nordmazedonien | – | Italien        | 1:1 (0:0) |
| 12.09.2023 | Mailand            | Italien        | – | Ukraine        | 2:1 (2:1) |
| 14.10.2023 | Bari               | Italien        | – | Malta          | 4:0 (2:0) |
| 17.10.2023 | London             | England        | – | Italien        | 3:1 (1:1) |
| 17.11.2023 | Rom                | Italien        | – | Nordmazedonien | 5:2 (3:0) |
| 20.11.2023 | Leverkusen (DEU) 1 | Ukraine        | – | Italien        | 0:0       |

## Kader
Folgende 26 Spieler bilden den italienischen Kader für die Fußball-Europameisterschaft 2024.
| Nr.                                                                                                 | Name                  | Geburts- datum | Verein                  | Länderspiel- einsätze 1 | Länderspiel- tore 1 | Debüt                                       | Letzter Einsatz                             | vorherige EM-Spiele | Anzahl der Spiele | Spielminuten | Tor      | Gelbe Karte | Gelb-Rote Karte | Rote Karte |
| Torhüter                                                                                            | Torhüter              | Torhüter       | Torhüter                | Torhüter                | Torhüter            | Torhüter                                    | Torhüter                                    | Torhüter            | Torhüter          | Torhüter     | Torhüter | Torhüter    | Torhüter        | Torhüter   |
| --------------------------------------------------------------------------------------------------- | --------------------- | -------------- | ----------------------- | ----------------------- | ------------------- | ------------------------------------------- | ------------------------------------------- | ------------------- | ----------------- | ------------ | -------- | ----------- | --------------- | ---------- |
| 01                                                                                                  | Gianluigi Donnarumma  | 25. Feb. 1999  | Paris Saint-GermainM, P | 062                     | 0                   | 1. Sep. 2016, gegen Frankreich              | 9. Juni 2024, gegen Bosnien und Herzegowina | 7 (2021)            | 4                 | 360          |          | Gelbe Karte |                 |            |
| 26                                                                                                  | Alex Meret            | 22. März 1997  | SSC Neapel              | 003                     | 0                   | 18. Nov. 2019, gegen Armenien               | 16. Nov. 2022, gegen Albanien               | 0 (2021)            |                   |              |          |             |                 |            |
| 12                                                                                                  | Guglielmo Vicario     | 7. Okt. 1996   | Tottenham Hotspur       | 002                     | 0                   | 24. März 2024, gegen Ecuador                | 4. Juni 2024, gegen die Türkei              | –                   |                   |              |          |             |                 |            |
| Abwehr                                                                                              |                       |                |                         |                         |                     |                                             |                                             |                     |                   |              |          |             |                 |            |
| 23                                                                                                  | Alessandro Bastoni    | 13. Apr. 1999  | Inter MailandM          | 023                     | 01                  | 11. Nov. 2020, gegen Estland                | 4. Juni 2024, gegen die Türkei              | 1 (2021)            | 4                 | 360          | 1        |             |                 |            |
| 15                                                                                                  | Raoul Bellanova       | 17. Mai 2000   | FC Turin                | 002                     | 0                   | 24. März 2024, gegen Ecuador                | 9. Juni 2024, gegen Bosnien und Herzegowina | –                   |                   |              |          |             |                 |            |
| 04                                                                                                  | Alessandro Buongiorno | 6. Juni 1999   | FC Turin                | 004                     | 0                   | 18. Juni 2023, gegen die Niederlande        | 9. Juni 2024, gegen Bosnien und Herzegowina | –                   |                   |              |          |             |                 |            |
| 05                                                                                                  | Riccardo Calafiori    | 19. Mai 2002   | FC Bologna              | 002                     | 0                   | 4. Juni 2024, gegen die Türkei              | 9. Juni 2024, gegen Bosnien und Herzegowina | –                   | 3                 | 270          | Eigentor | 2×          |                 |            |
| 24                                                                                                  | Andrea Cambiaso       | 20. Feb. 2000  | Juventus TurinP         | 004                     | 0                   | 21. März 2024, gegen Venezuela              | 9. Juni 2024, gegen Bosnien und Herzegowina | –                   | 3                 | 074          |          |             |                 |            |
| 13                                                                                                  | Matteo Darmian        | 2. Dez. 1989   | Inter MailandM          | 043                     | 02                  | 31. Mai 2014, gegen Irland                  | 9. Juni 2024, gegen Bosnien und Herzegowina | 4 (2016)            | 3                 | 162          |          |             |                 |            |
| 02                                                                                                  | Giovanni Di Lorenzo   | 4. Aug. 1993   | SSC Neapel              | 035                     | 03                  | 15. Okt. 2019, gegen Liechtenstein          | 4. Juni 2024, gegen die Türkei              | 6 (2021)            | 4                 | 360          |          |             |                 |            |
| 03                                                                                                  | Federico Dimarco      | 10. Nov. 1997  | Inter MailandM          | 019                     | 02                  | 4. Juni 2022, gegen Deutschland             | 9. Juni 2024, gegen Bosnien und Herzegowina | –                   | 3                 | 230          |          |             |                 |            |
| 06                                                                                                  | Federico Gatti        | 24. Juni 1998  | Juventus TurinP         | 003                     | 0                   |                                             |                                             | –                   |                   |              |          |             |                 |            |
| 17                                                                                                  | Gianluca Mancini      | 17. Apr. 1996  | AS Rom                  | 013                     | 0                   | 26. März 2019, gegen Liechtenstein          | 4. Juni 2024, gegen die Türkei              | –                   | 1                 | 090          |          | Gelbe Karte |                 |            |
| Mittelfeld                                                                                          |                       |                |                         |                         |                     |                                             |                                             |                     |                   |              |          |             |                 |            |
| 18                                                                                                  | Nicolò Barella        | 7. Feb. 1997   | Inter MailandM          | 053                     | 09                  | 10. Okt. 2018, gegen die Ukraine            | 24. März 2024, gegen Ecuador                | 6 (2021)            | 4                 | 333          | 1        | Gelbe Karte |                 |            |
| 16                                                                                                  | Bryan Cristante       | 3. März 1995   | AS Rom                  | 040                     | 02                  | 6. Okt. 2017, gegen Nordmazedonien          | 9. Juni 2024, gegen Bosnien und Herzegowina | 6 (2021)            | 3                 | 132          |          | Gelbe Karte |                 |            |
| 21                                                                                                  | Nicolò Fagioli        | 12. Feb. 2001  | Juventus TurinP         | 003                     | 0                   | 16. Nov. 2022, gegen Albanien               | 9. Juni 2024, gegen Bosnien und Herzegowina | –                   | 2                 | 095          |          | Gelbe Karte |                 |            |
| 25                                                                                                  | Michael Folorunsho    | 7. Feb. 1998   | Hellas Verona           | 001                     | 0                   | 9. Juni 2024, gegen Bosnien und Herzegowina | 9. Juni 2024, gegen Bosnien und Herzegowina | –                   | 1                 | 001          |          |             |                 |            |
| 07                                                                                                  | Davide Frattesi       | 22. Sep. 1999  | Inter MailandM          | 015                     | 04                  | 4. Juni 2022, gegen Deutschland             | 9. Juni 2024, gegen Bosnien und Herzegowina | –                   | 4                 | 184          |          |             |                 |            |
| 08                                                                                                  | Jorginho              | 20. Dez. 1991  | FC Arsenal              | 054                     | 05                  | 24. März 2016, gegen Spanien                | 9. Juni 2024, gegen Bosnien und Herzegowina | 7 (2021)            | 3                 | 216          |          |             |                 |            |
| 10                                                                                                  | Lorenzo Pellegrini    | 19. Juni 1996  | AS Rom                  | 030                     | 06                  | 11. Juni 2017, gegen Liechtenstein          | 9. Juni 2024, gegen Bosnien und Herzegowina | –                   | 4                 | 220          |          | Gelbe Karte |                 |            |
| Angriff                                                                                             |                       |                |                         |                         |                     |                                             |                                             |                     |                   |              |          |             |                 |            |
| 14                                                                                                  | Federico Chiesa       | 25. Okt. 1997  | Juventus TurinP         | 047                     | 07                  | 23. März 2018, gegen Argentinien            | 9. Juni 2024, gegen Bosnien und Herzegowina | 7 (2021)            | 4                 | 264          |          |             |                 |            |
| 22                                                                                                  | Stephan El Shaarawy   | 27. Okt. 1992  | AS Rom                  | 031                     | 07                  | 15. Aug. 2012, gegen England                | 17. Nov. 2023, gegen Nordmazedonien         | 1 (2016)            | 1                 | 045          |          | Gelbe Karte |                 |            |
| 11                                                                                                  | Giacomo Raspadori     | 18. Feb. 2000  | SSC Neapel              | 028                     | 06                  | 4. Juni 2021, gegen Tschechien              | 9. Juni 2024, gegen Bosnien und Herzegowina | 1 (2021)            | 2                 | 084          |          |             |                 |            |
| 19                                                                                                  | Mateo Retegui         | 29. Apr. 1999  | CFC Genua               | 008                     | 04                  | 23. März 2023, gegen England                | 9. Juni 2024, gegen Bosnien und Herzegowina | –                   | 4                 | 150          |          |             |                 |            |
| 09                                                                                                  | Gianluca Scamacca     | 1. Jan. 1999   | Atalanta BergamoE       | 016                     | 01                  | 8. Sep. 2021, gegen Litauen                 | 9. Juni 2024, gegen Bosnien und Herzegowina | –                   | 4                 | 252          |          |             |                 |            |
| 20                                                                                                  | Mattia Zaccagni       | 16. Juni 1995  | Lazio Rom               | 005                     | 0                   | 29. März 2022, gegen die Türkei             | 4. Juni 2024, gegen die Türkei              | –                   | 3                 | 081          | 1        |             |                 |            |
| Trainer                                                                                             | Luciano Spalletti     | 7. März 1959   |                         |                         |                     |                                             |                                             |                     | 4                 |              |          | Gelbe Karte |                 |            |
| Anmerkungen: M = Meister der Saison 2023/24, P = Pokalsieger 2024, E = Europa-League-Sieger 2023/24 |                       |                |                         |                         |                     |                                             |                                             |                     |                   |              |          |             |                 |            |

## Vorbereitung
| Datum      | Ergebnis | Gegner                  |   | Austragungsort        | Ital. Torschützen                           | Bemerkung                          |
| ---------- | -------- | ----------------------- | - | --------------------- | ------------------------------------------- | ---------------------------------- |
| 21.03.2024 | 2:1      | Venezuela               | * | Fort Lauderdale (USA) | Mateo Retegui 40, 80′                       | Erstes Länderspiel gegen Venezuela |
| 24.03.2024 | 2:0      | Ecuador                 | * | New York City (USA)   | Lorenzo Pellegrini 3′, Nicolò Barella 90+4′ |                                    |
| 04.06.2024 | 0:0      | Türkei*                 | H | Bologna               |                                             |                                    |
| 09.06.2024 | 1:0      | Bosnien und Herzegowina | H | Empoli                | Davide Frattesi 38′                         |                                    |

Anmerkung: * = EM-Teilnehmer
Teamquartier während der Endrunde ist das Hotel Vier Jahreszeiten in Iserlohn, trainieren werden sie im Hemberg-Stadion.

## Endrunde
Bei der am 2. Dezember 2023 vorgenommenen Gruppenauslosung war Titelverteidiger Italien als drittschlechtester Gruppenzweiter Topf 4 zugeordnet und hätte so in eine Gruppe mit z. B. Gastgeber Deutschland oder erneut den Engländern gelost werden können. Letztlich wurden die Italiener wie bei der auch in Deutschland stattgefundenen EM 1988 in die Gruppe mit Spanien gelost. Zudem wurden Kroatien und Albanien zugelost. Gegen Spanien gab es bisher 40 Spiele mit 11 Siegen, 16 Remis und 13 Niederlagen, zuletzt im Final-Four-Halbfinale der UEFA Nations League 2022/23. Auch gegen Kroatien ist die Bilanz mit einem Sieg, fünf Remis und drei Niederlagen negativ. Gegen Albanien wurden die bisherigen vier Spiele dagegen alle gewonnen. Als Gruppenzweite trafen sie auf die Schweiz, den Zweiten der Gruppe A, und verabschiedeten sich mit einer 0:2-Niederlage von der Endrunde.

### Gruppenspiele
| Pl. | Land     | Sp. | S | U | N | Tore    | Diff. | Punkte |
| --- | -------- | --- | - | - | - | ------- | ----- | ------ |
| 1.  | Spanien  | 3   | 3 | 0 | 0 | 005:000 | +5    | 09     |
| 2.  | Italien  | 3   | 1 | 1 | 1 | 003:300 | ±0    | 04     |
| 3.  | Kroatien | 3   | 0 | 2 | 1 | 003:600 | −3    | 02     |
| 4.  | Albanien | 3   | 0 | 1 | 2 | 003:500 | −2    | 01     |

|                                                         |   |          |           |
| Sa., 15. Juni 2024 um 21:00 Uhr (MESZ) in Dortmund      |   |          |           |
| Italien                                                 | – | Albanien | 2:1 (2:1) |
| Do., 20. Juni 2024 um 21:00 Uhr (MESZ) in Gelsenkirchen |   |          |           |
| Spanien                                                 | – | Italien  | 1:0 (0:0) |
| Mo., 24. Juni 2024 um 21:00 Uhr (MESZ) in Leipzig       |   |          |           |
| Kroatien                                                | – | Italien  | 1:1 (0:0) |

### K.o.-Runde
|                                                            |   |         |           |
| Achtelfinale, Sa., 29. Juni 2024 um 18:00 (MESZ) in Berlin |   |         |           |
| Schweiz                                                    | – | Italien | 2:0 (1:0) |